# Agati (cognome)
Agati è un cognome di lingua italiana.

## Varianti
Agata, Agatani, Agatensi, Agatiello, Agatini, Agatoni, D'Agata, Dell'Agata, Santagà, Santagata, Santagati.

## Origine e diffusione
Cognome tipicamente meridionale, è presente prevalentemente nella città metropolitana di Catania.
Potrebbe derivare dai prenomi Agata e Agatone o da un toponimo. È affine ai cognomi Agape, Agazzi e Gabelli.

## Persone
- Sebastiano Agati – architetto, archeologo, storico dell'arte, professore e studioso italiano di arte bizantina